# Bloomington, Texas
Bloomington là một nơi ấn định cho điều tra dân số (CDP) thuộc quận Victoria, tiểu bang Texas, Hoa Kỳ. Năm 2010, dân số của nơi này là 2459 người.

## Dân số
- Dân số năm 2000: 2562 người.
- Dân số năm 2010: 2459 người.